# Zeuroepkia
Zeuroepkia is een geslacht van vlinders uit de familie van de Houtboorders (Cossidae). De wetenschappelijke naam is voor het eerst gepubliceerd in 2011 door Roman Viktorovitsj Jakovlev.
Dit geslacht is monotypisch, dat wil zeggen dat het maar één soort heeft namelijk Zeuroepkia borneana (Roepke, 1957) uit Borneo (waaronder Brunei en Oost-Kalimantan).